# Château de Gray
Le château de Gray est un ancien château fort des XIe et XIIIe siècles, dont il ne reste que la tour d'entrée fortifiée, et les murs d'enceintes, du XIIIe siècle, à Gray en Haute-Saône, en Bourgogne-Franche-Comté. Il est le siège jusqu'en 1668, des gouverneurs de la Franche-Comté. Il héberge depuis 1903 le musée Baron-Martin dans un palais des XVIIe siècle et XVIIe siècle. Sont classés aux monuments historiques, la tour d'entrée depuis le 20 décembre 1916, des caves voûtées depuis le 24 octobre 1988, et les murs d'enceintes depuis le 13 septembre 1991.

## Historique
Le comté de Bourgogne (à peu près la Franche-Comté actuelle) est fondé en 986, à la fin de l'Empire carolingien / début de la féodalité, par le comte Otte-Guillaume de Bourgogne (Histoire de la Franche-Comté). À la suite de la succession du Royaume de Bourgogne à l'Empire germanique (1032-1034), le comté de Bourgogne devient terre du Saint-Empire romain germanique, avec de puissants châteaux forts construits à ses frontières, dont ce château de Gray, château de Dole (capitale du comté de Bourgogne), château de Quingey, château de Poligny (Jura)…, entre lesquels circulent les comtes palatins de Bourgogne.

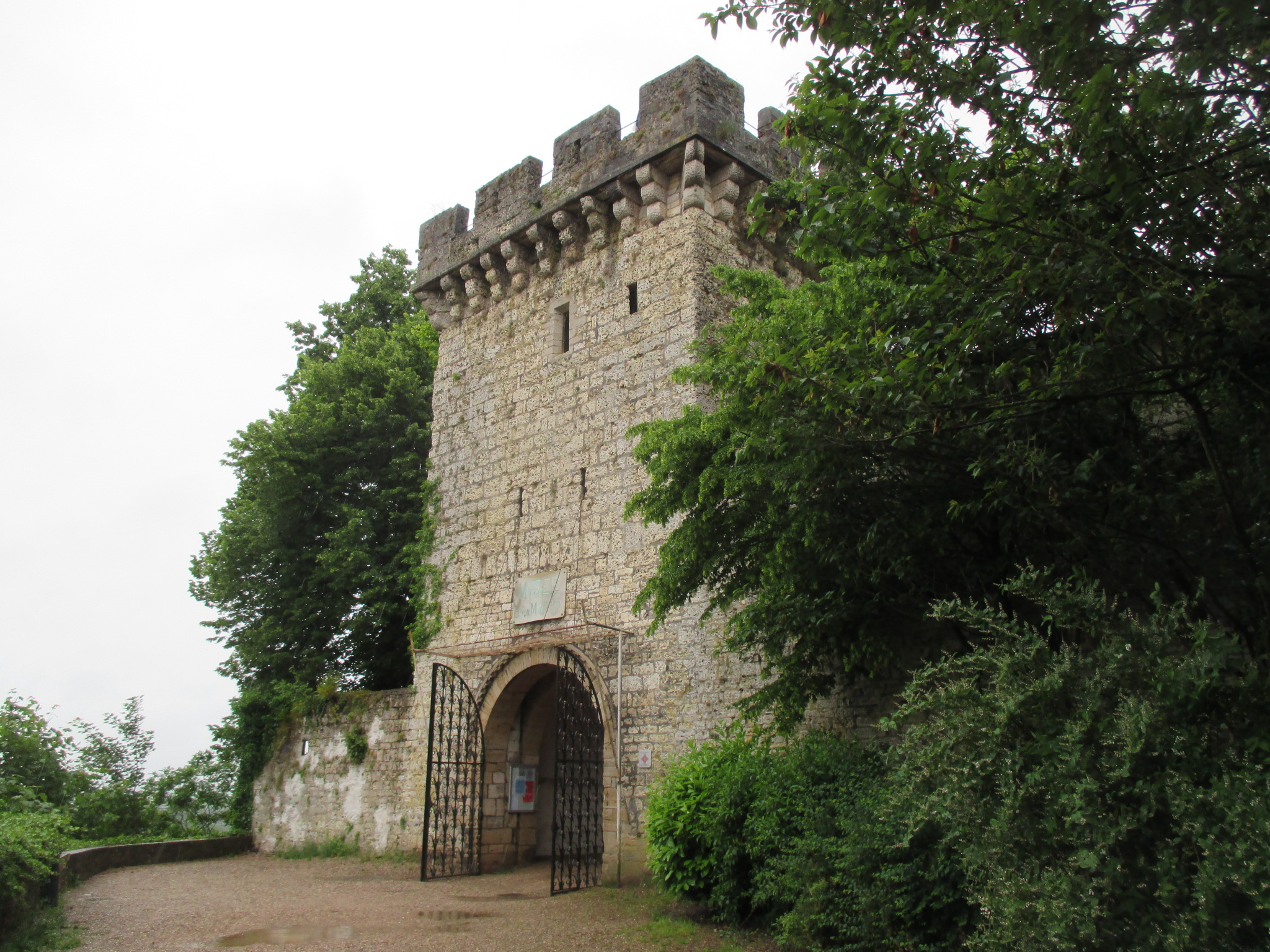
Tour d'entrée fortifiée, XIIIe siècle (tour du Parvis)
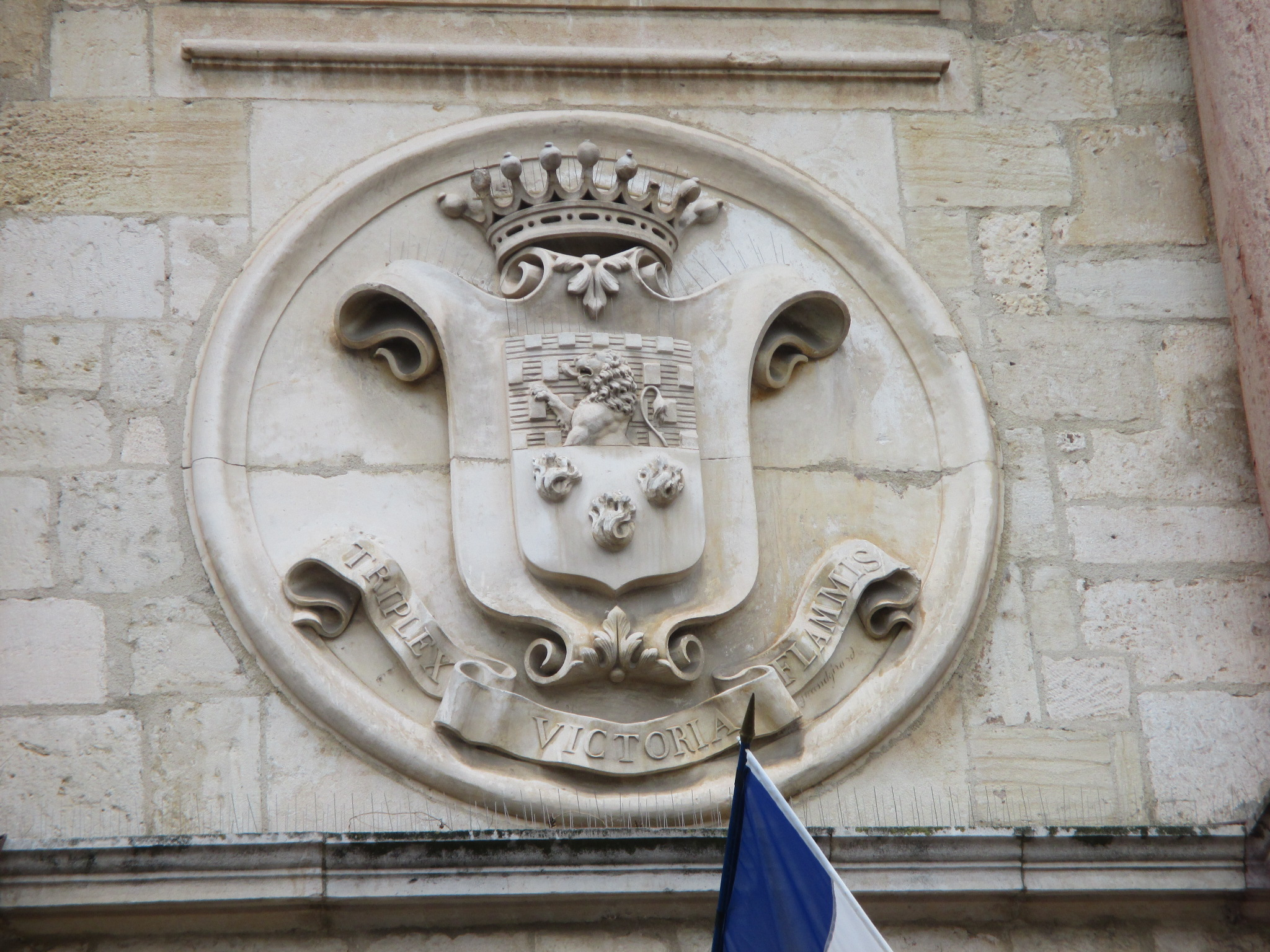
Armoiries royale de Gray
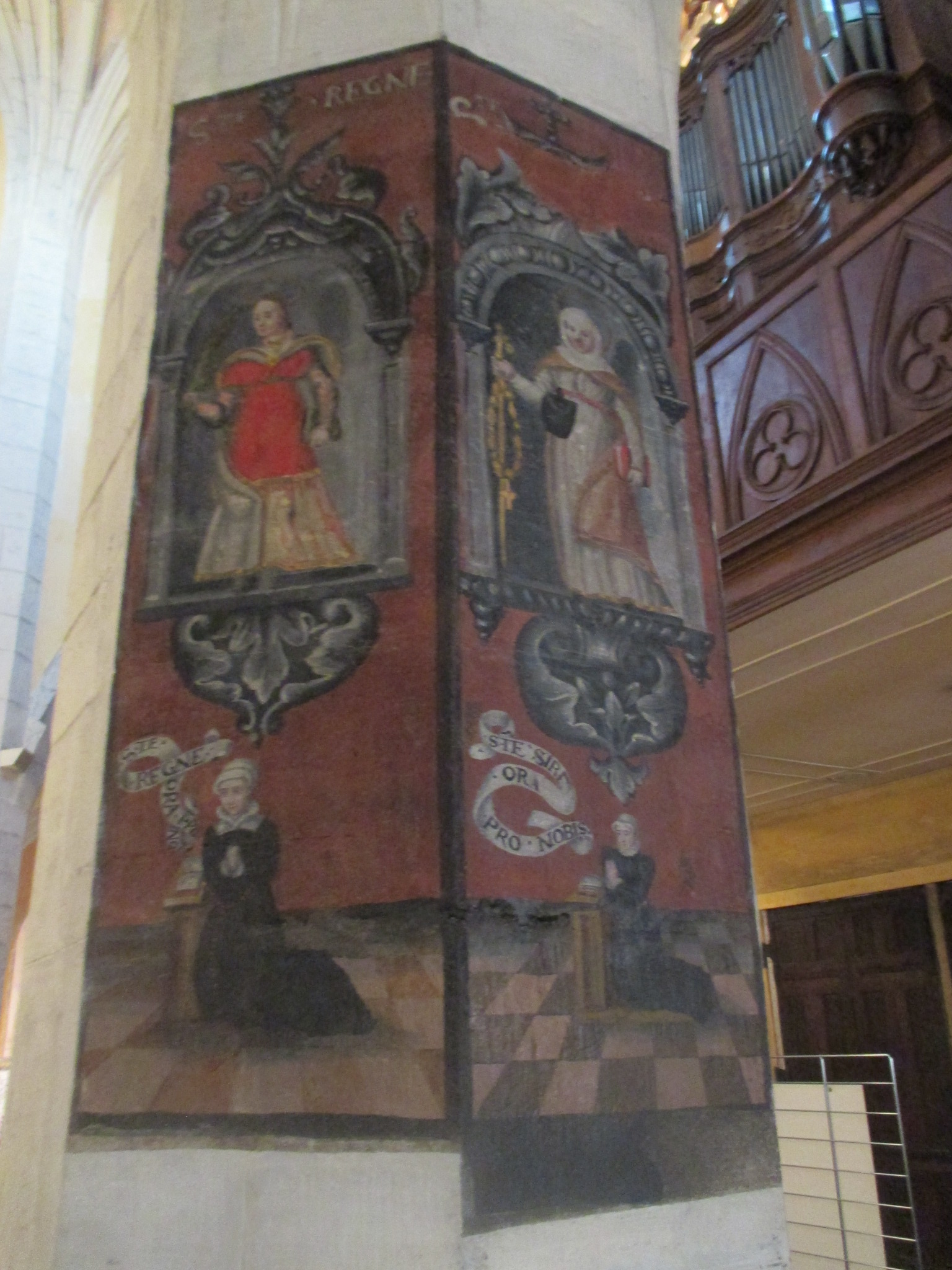
Personnalités, du Moyen Age
Duché de Bourgogne et Comté de Bourgogne au Moyen Âge

Ce puissant château fort serait construit au XIe siècle (d'après la chronique de l'Abbaye Saint-Pierre de Bèze voisine), sur un précédent castrum de l'Empire carolingien du IXe siècle, dans la ville haute historique de Gray, qui domine la plaine locale, la ville basse fortifiée, et son important port fluvial commerçant, et frontalier, sur la Saône (qui devient second port commercial de l'Est de la France au XIIIe siècle, après le port fluvial de Strasbourg sur le Rhin). 

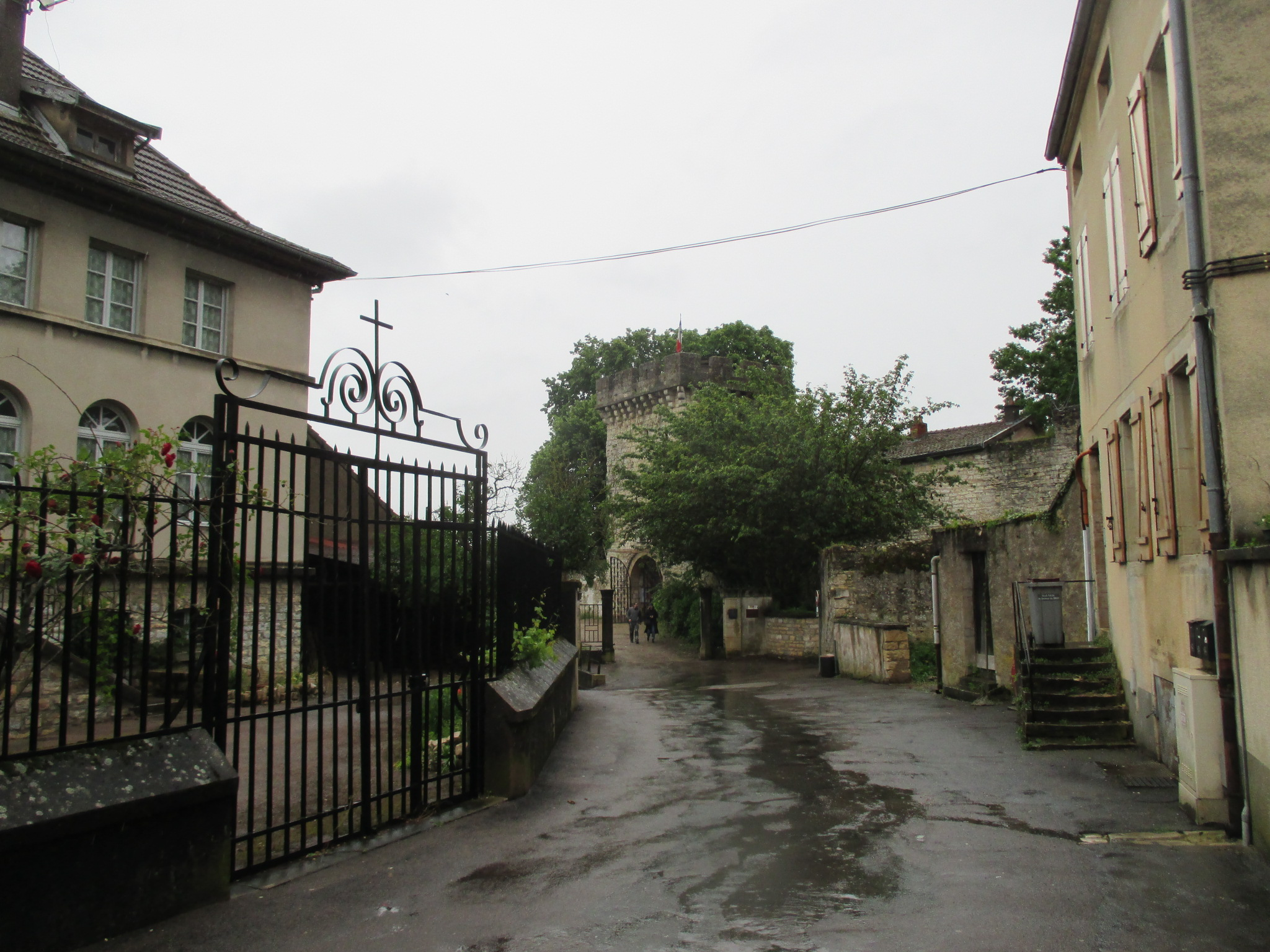
Entrée du château fort / musée Baron-Martin
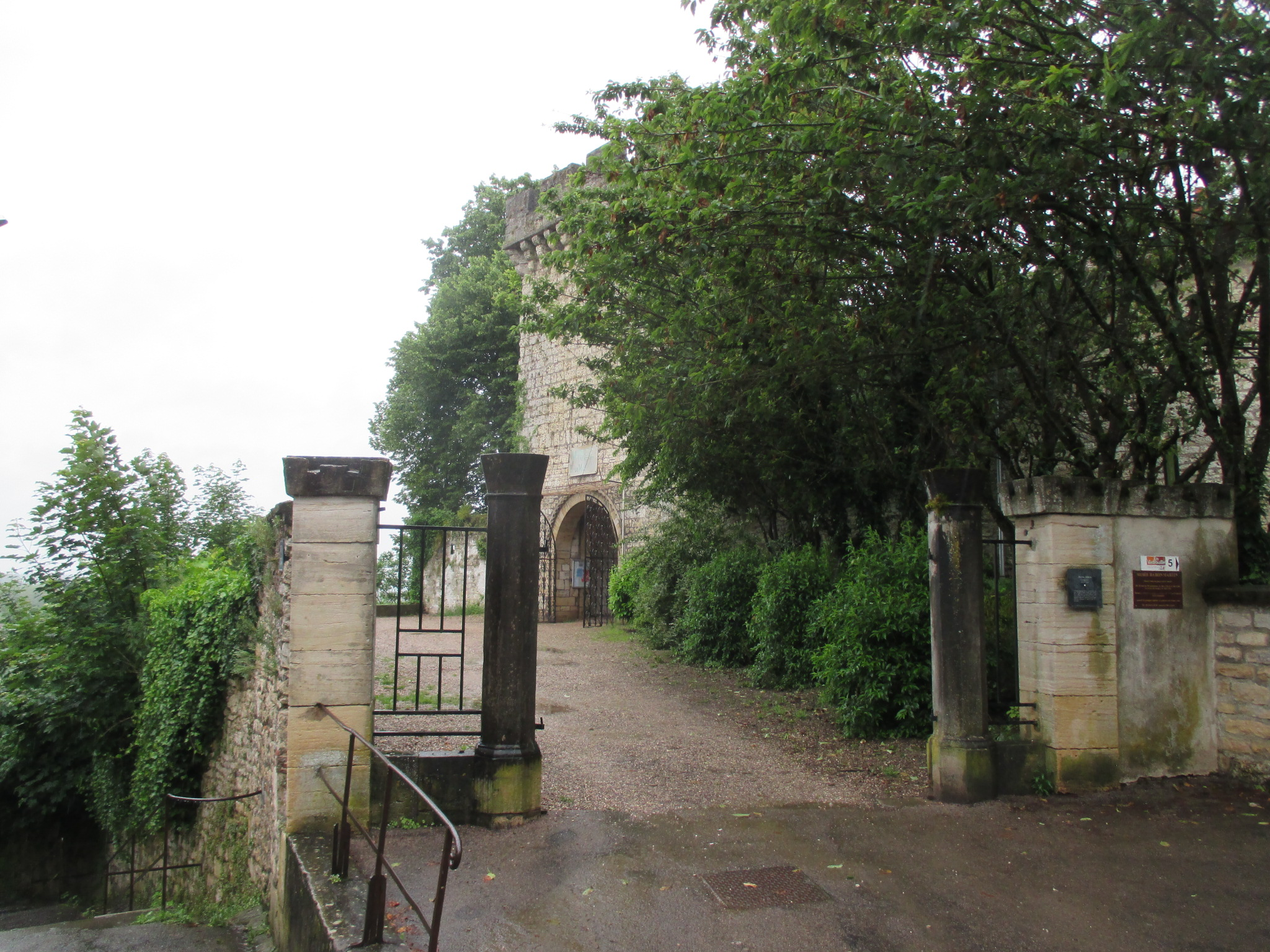
Murs d'enceintes classés
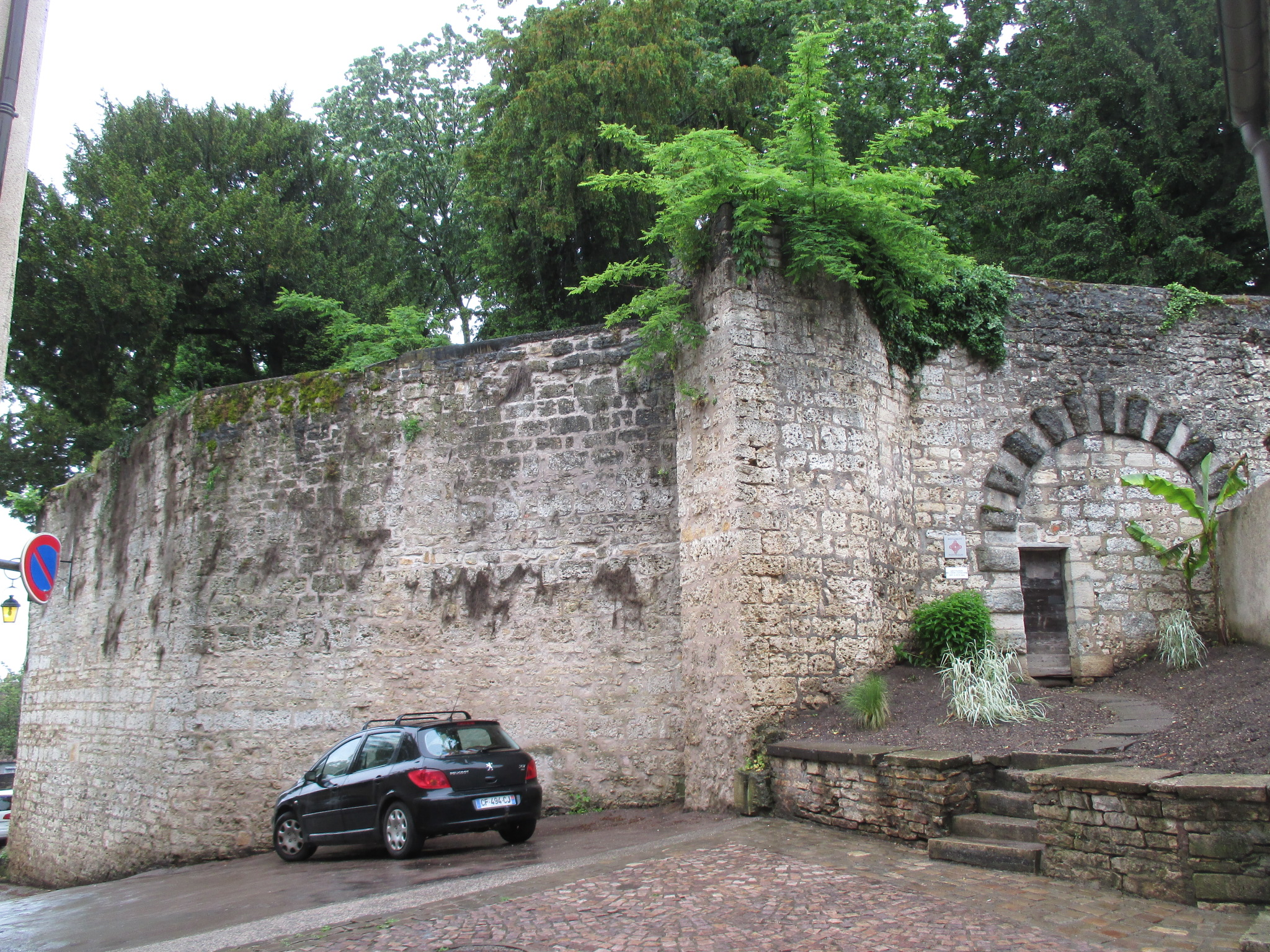
Murs d'enceintes classés
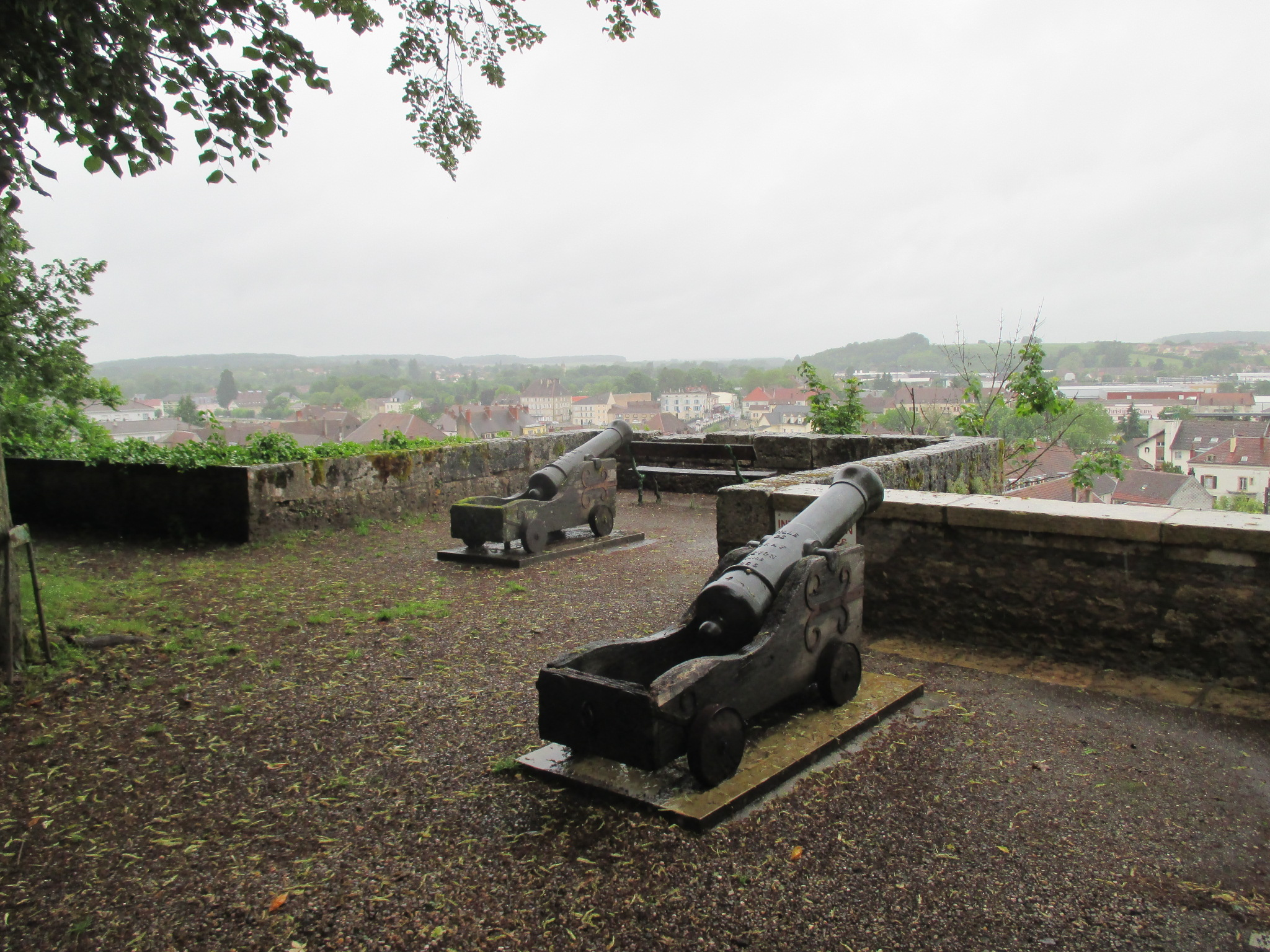
Canon (artillerie) de 1856, des fortifications

## Chronologie
Le château subit de nombreuses destructions et reconstructions durant tout le Moyen Âge, aux aléas de l'histoire de Gray, et de l'histoire de la Franche-Comté, et nombreuses guerres frontalières historiques entre Royaume de France et Saint-Empire romain germanique :
- détruit en 1192, puis en 1227 sur ordre du comte palatin Othon II de Bourgogne
- reconstruit en 1248 par le comte Hugues de Besançon
- construction d'une chapelle Sainte Élisabeth en 1266
- incendié en même temps que la ville en 1324
- l'activité commerciale de la ville est fortement développée au XIIIe siècle par le comte Othon IV de Bourgogne et son épouse Mahaut d'Artois
- reconstruit en même temps que la ville vers 1333, par la reine Jeanne, reine de France et comtesse de Bourgogne, fille des précédents, et par son gendre le duc Eudes IV de Bourgogne. Elle s'y installe durant son veuvage du roi Philippe V le Long

Port fluvial sur la Saône
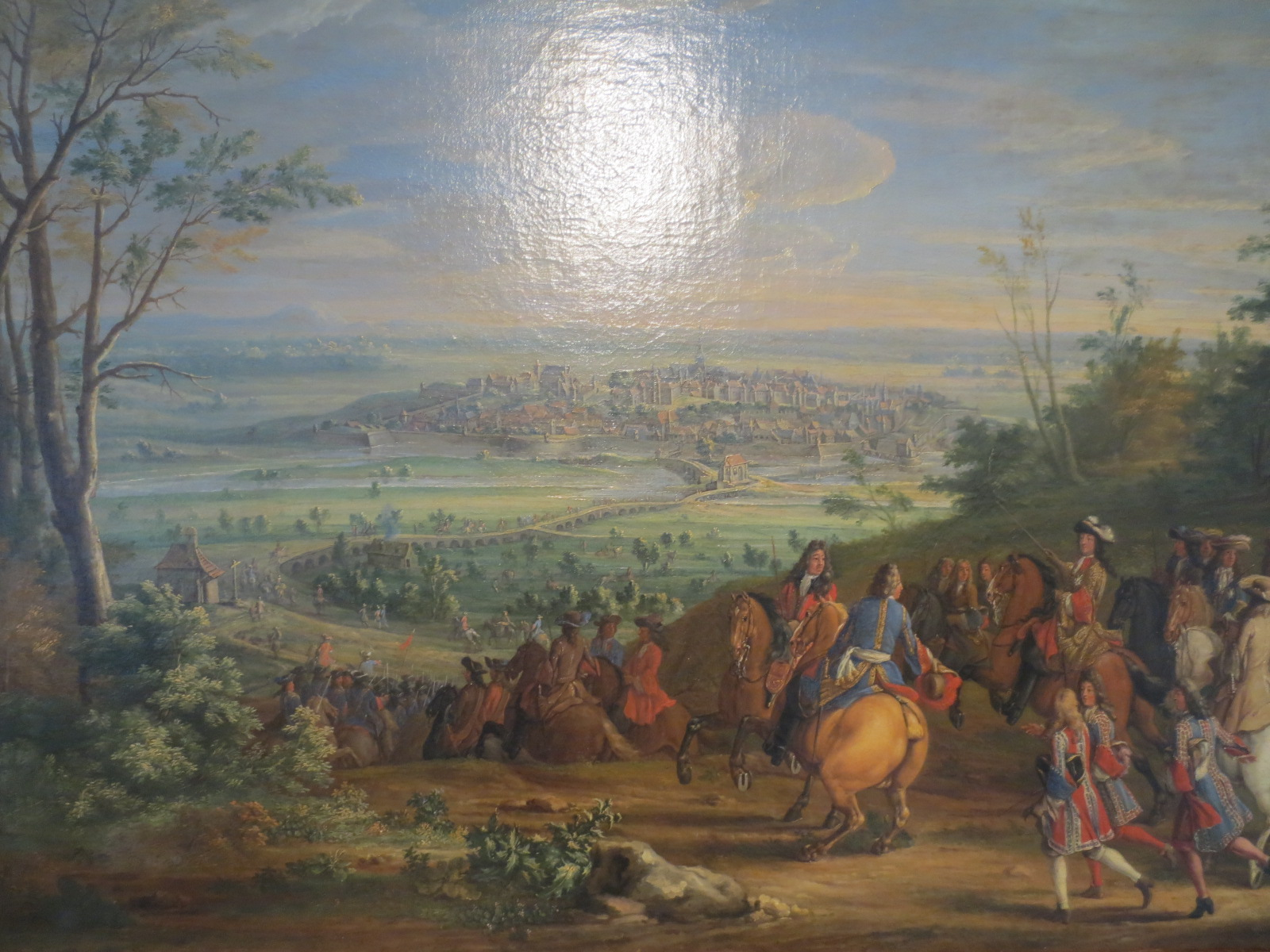
Siège des fortifications de Gray par Louis XIV en 1674 (guerre de Hollande)
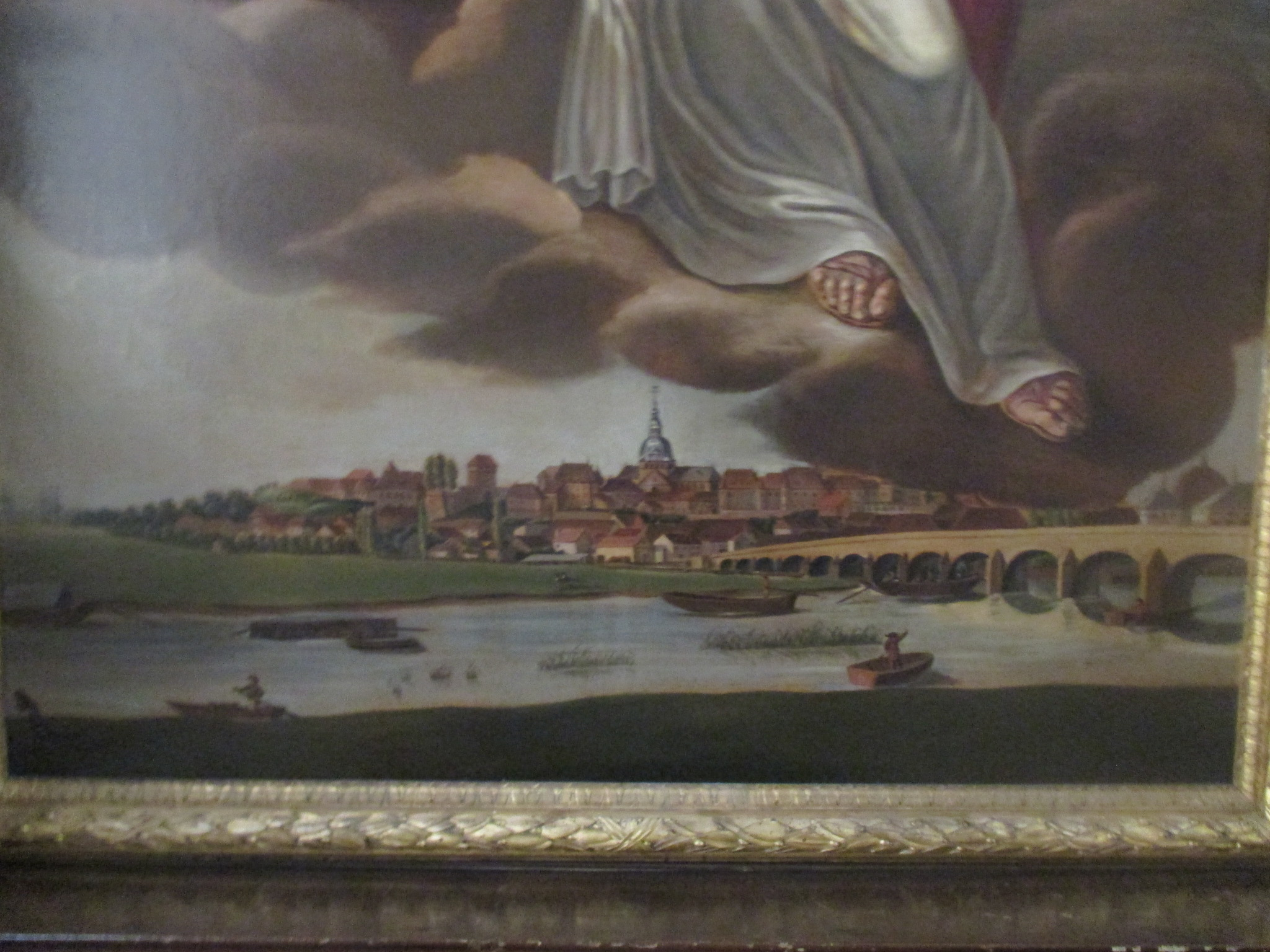
Gray et château fort sur la Saône, en 1820
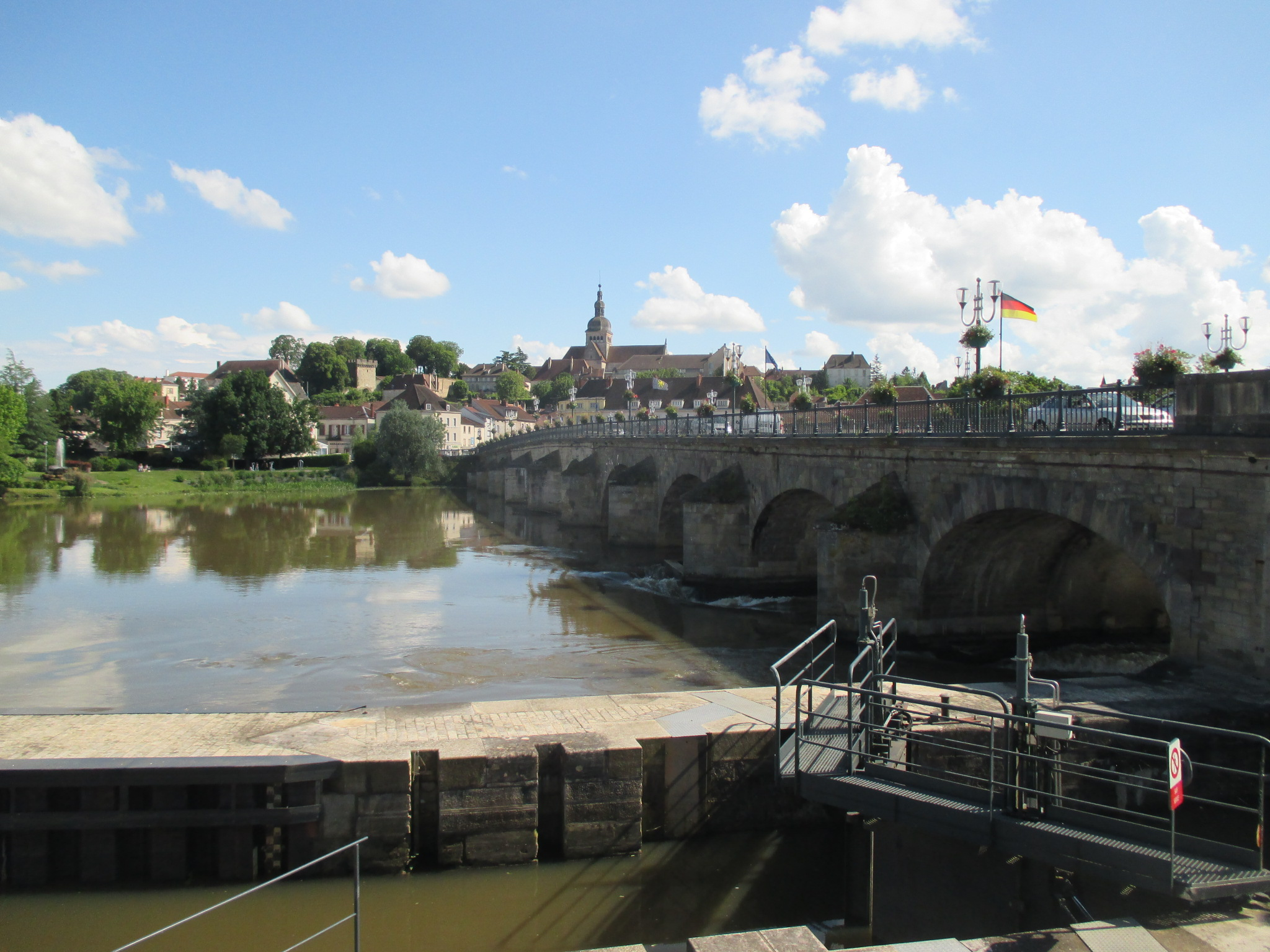
Gray et château fort, sur la Saône
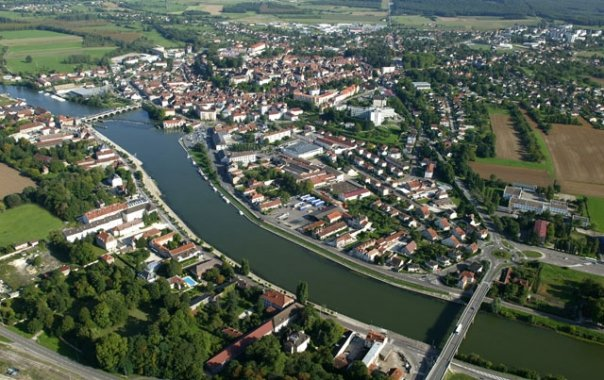
Vue aérienne de Gray, et de la Saône

- pillé, détruit, et incendié le 6 août 1477, par le roi Louis XI, lors de la guerre de Cent Ans d'annexion de l'État bourguignon, et de succession de Charles le Téméraire, puis à nouveau en 1480 par Charles Ier d'Amboise, pour le roi Louis  XI

- relevé à la fin du XVe siècle et au XVIe siècle par l'empereur germanique Charles Quint, son puissant prévôt Gauthiot d'Ancier, et ses descendants rois d'Espagne (Maison de Habsbourg en Espagne)

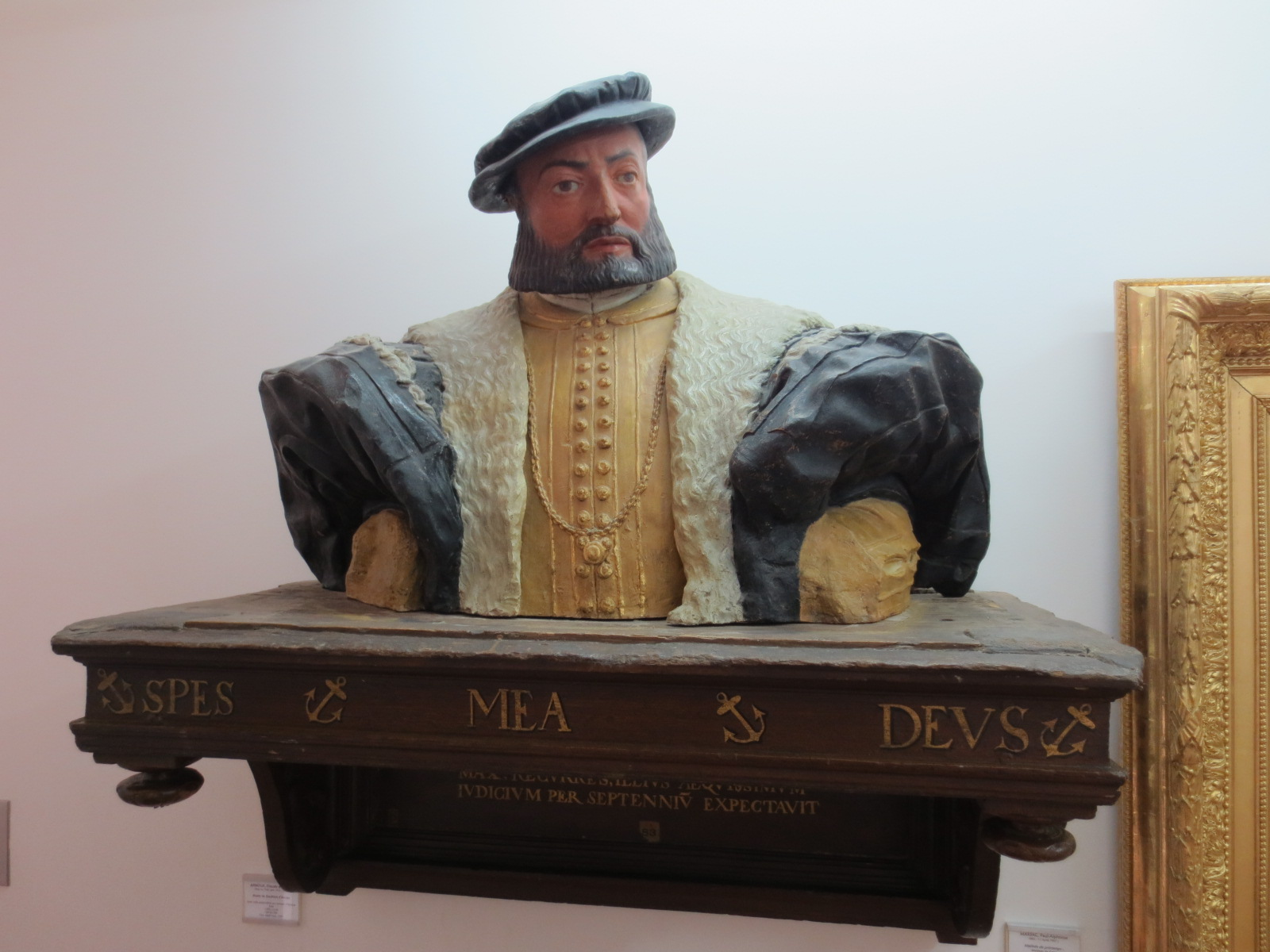
Gauthiot d'Ancier, prévôt de l'empereur Charles Quint au XVIe siècle
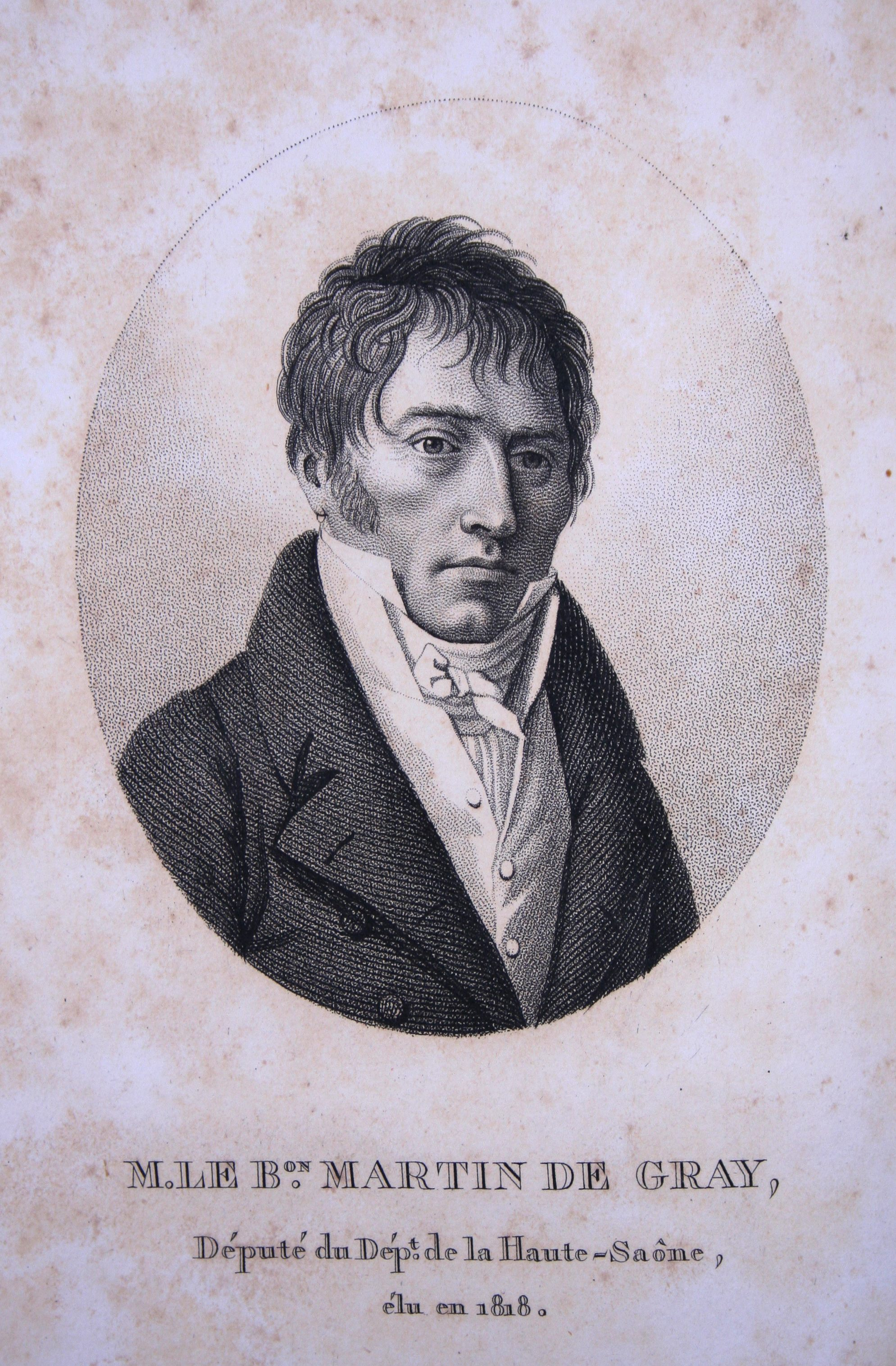
Alexandre Martin de Gray, baron et maire de Gray
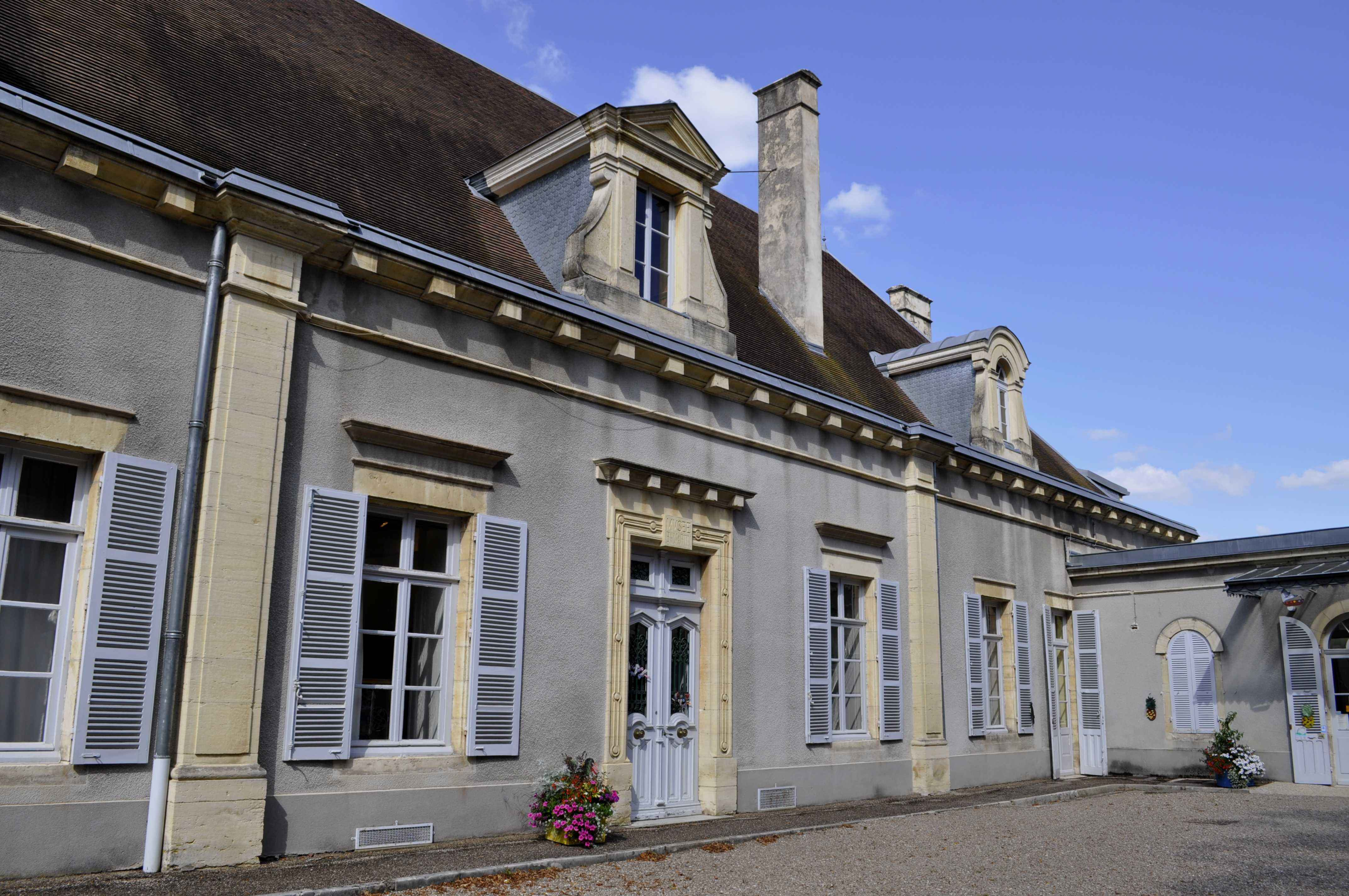
Palais et musée Baron-Martin du XVIIIe siècle, dans l'enceinte du château fort
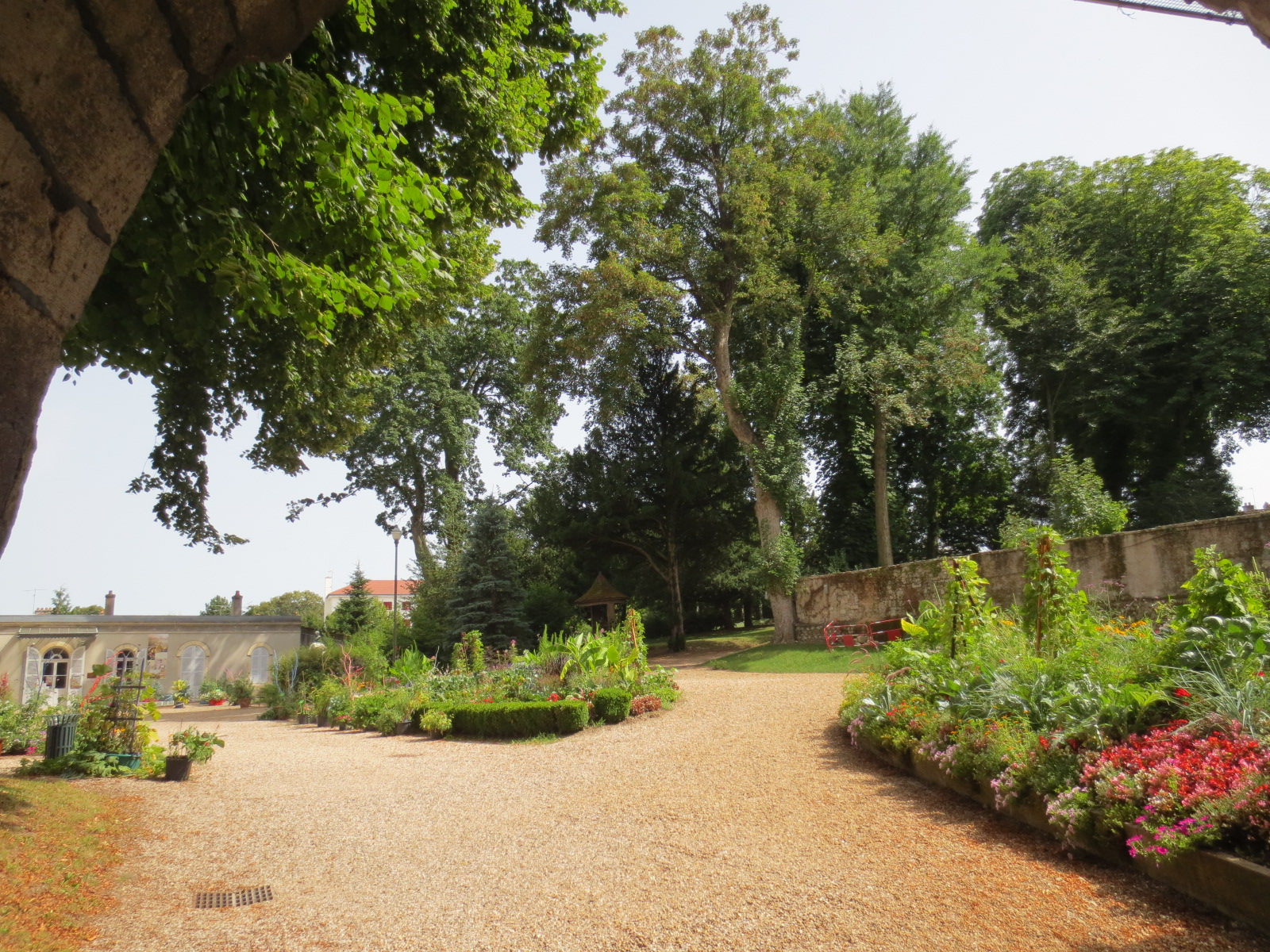
Parc du musée Baron-Martin, sur l'emplacement de l'ancien château fort
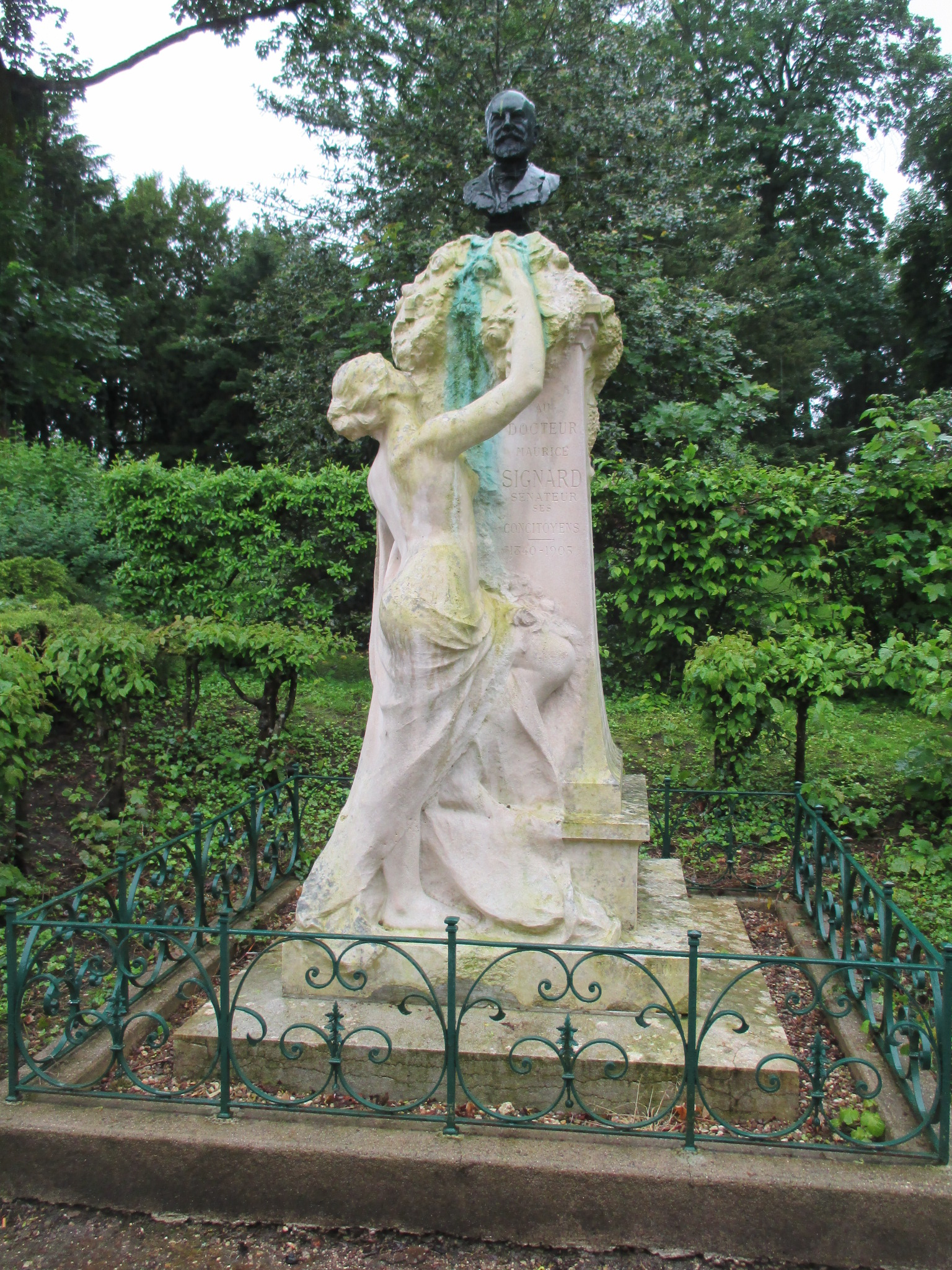
Maurice Signard, sénateur-maire de Gray

- ruiné et annexé par le roi Louis XIV, durant la reconquête française de la guerre de Dix Ans (Franche-Comté) (1634-1644)
- acheté en 1698 par le comte Louis Fabry de Moncault, qui y reconstruit un palais de villégiature entre 1699 et 1732, dans l’enceinte de l'ancien château fort, avec parc aménagé à la Française, jardin potager, serres, et grande volière, près du cimetière du chapitre royal et de la chapelle royale de la reine Jeanne
- entre 1777 et 1783, propriété du comte de Provence Louis XVIII (futur roi de France, frère du roi Louis XVI) qui le fait réaménager en résidence pour ses hôtes de marque de passage. La comtesse d'Autrey y reçoit entre autres Richelieu, Voltaire, Claude-Adrien Helvétius, Émilie du Châtelet...

Palais du XVIIIe siècle et musée Baron-Martin
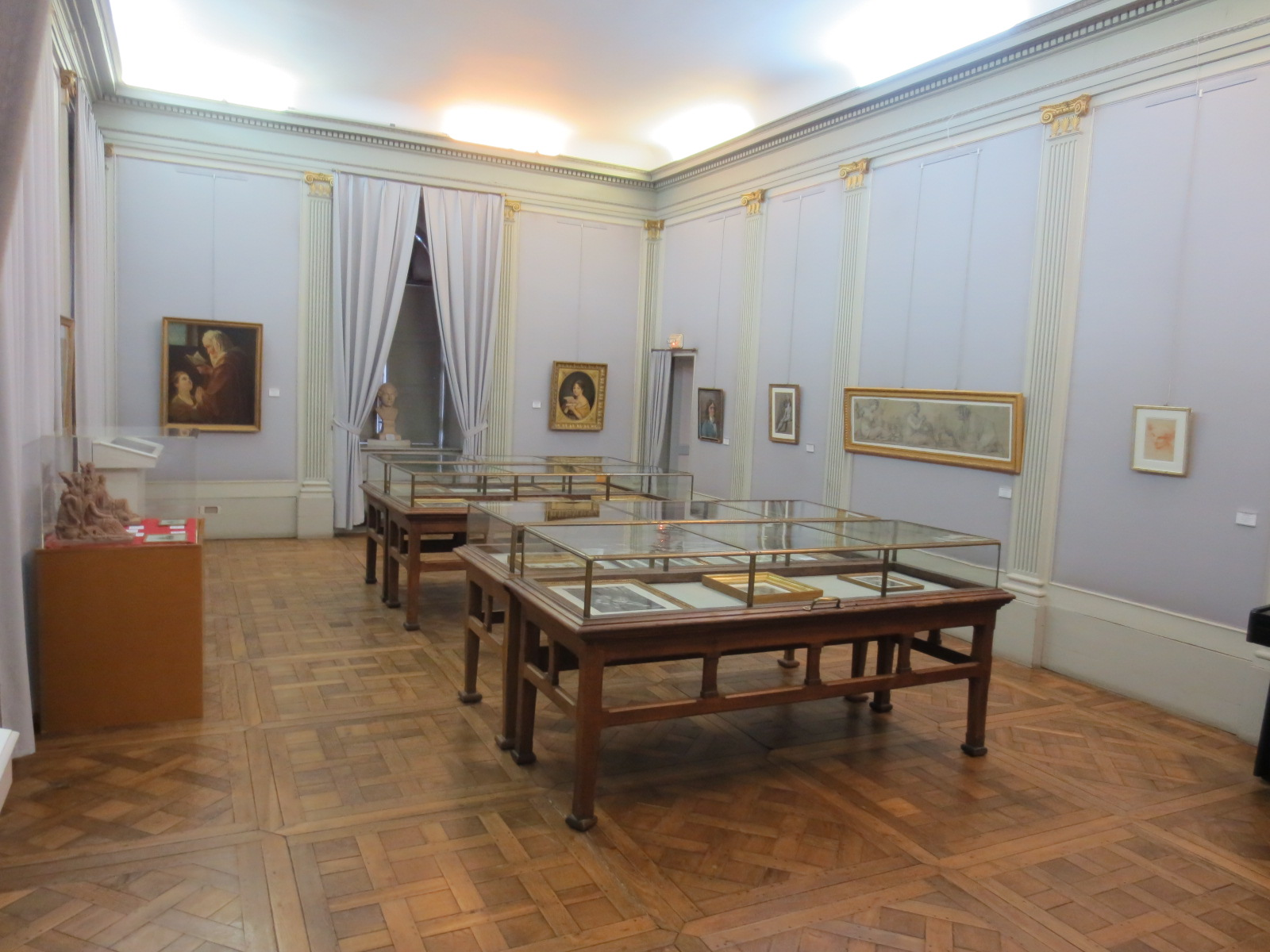
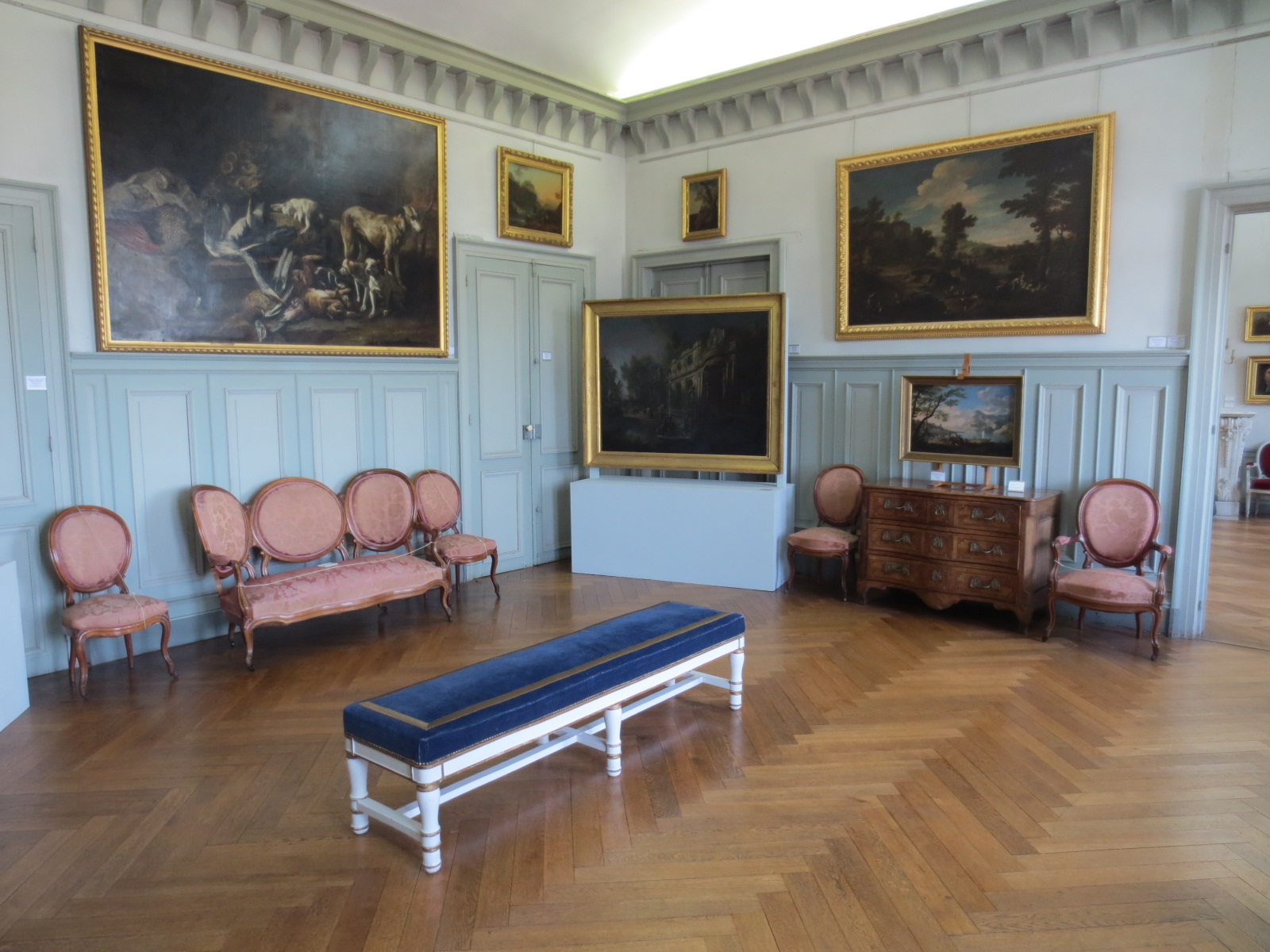
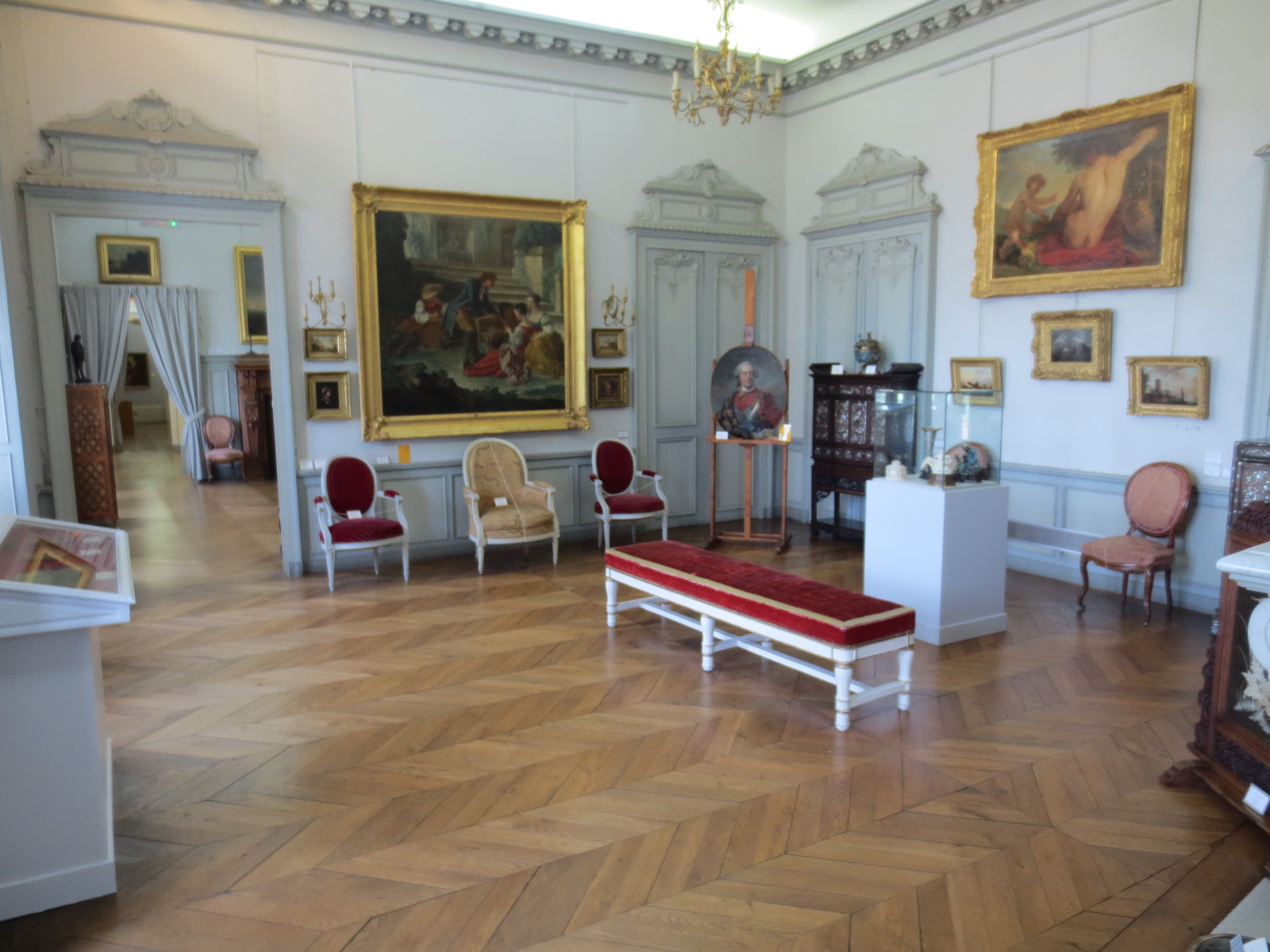
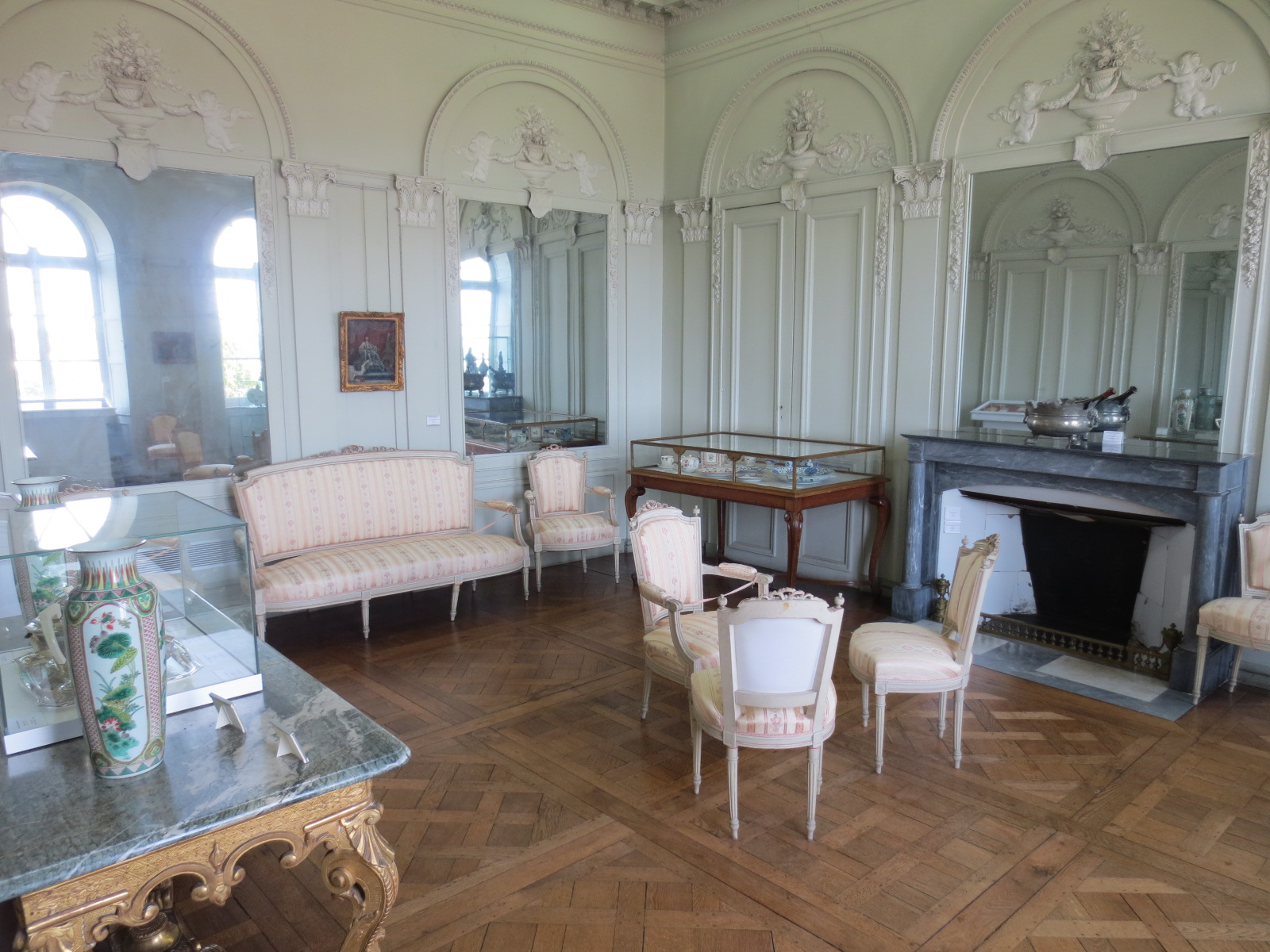
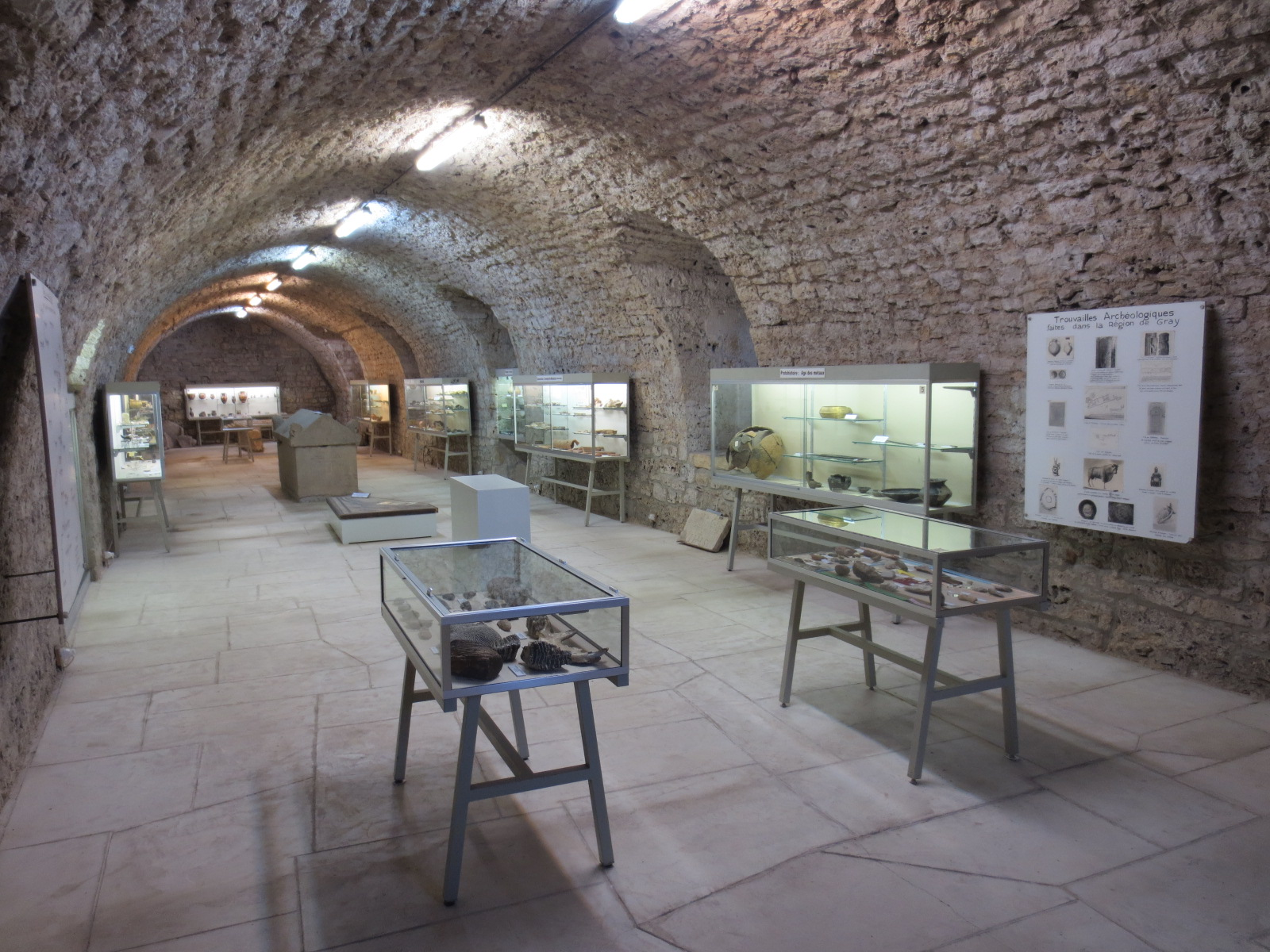
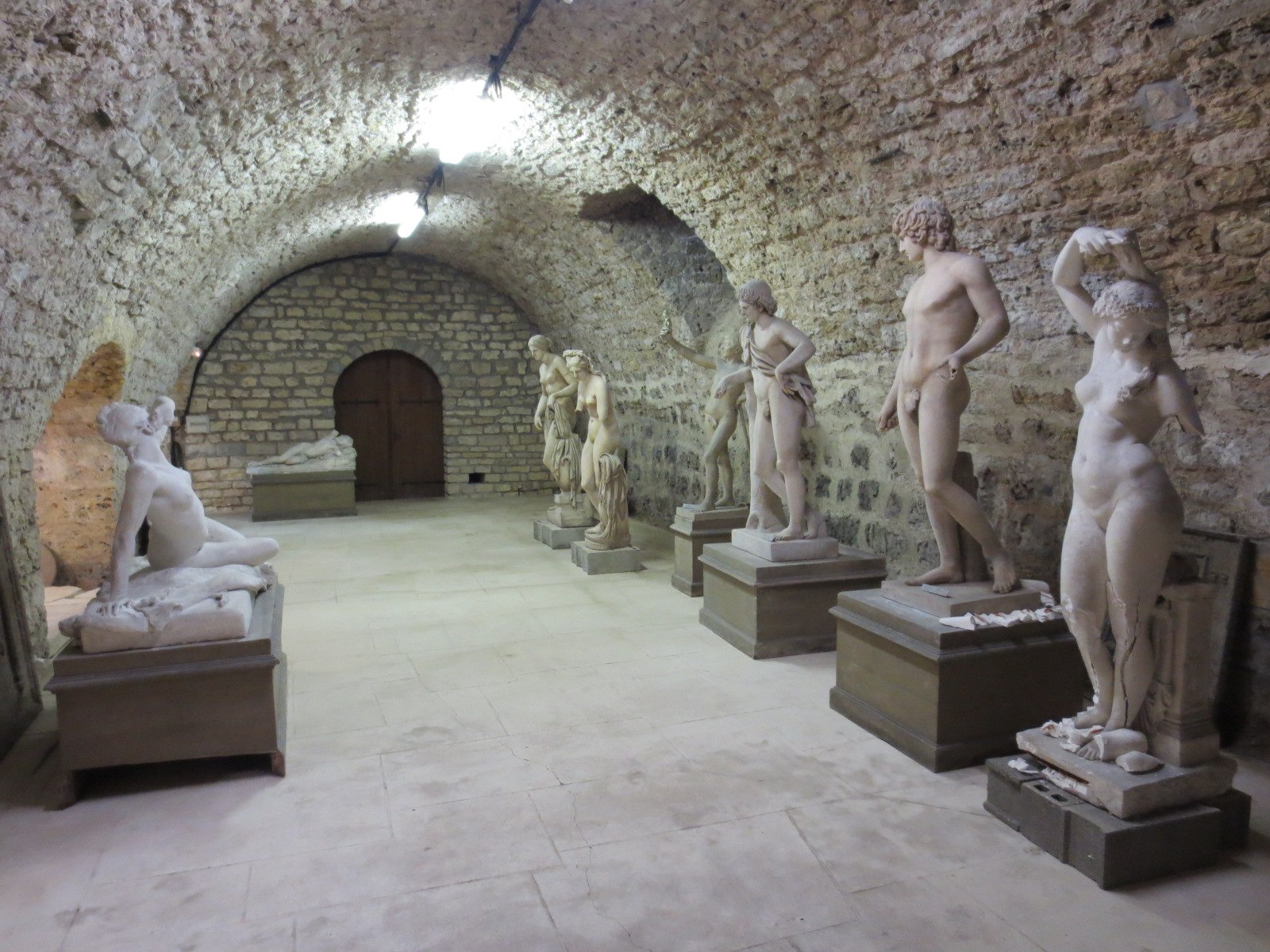

- vendu comme Bien national en 1796, à la Révolution française, à Delangre, puis acheté la même année, par le baron d'Empire et maire de Gray Alexandre Martin de Gray, qui y réside. Il y reçoit entre autres le général d'Empire Gilbert du Motier de La Fayette,  le ministre duc de Bassano, le Président du Conseil Casimir Perier, l’écrivain Charles Nodier, l’archéologue Jules Quicherat... Destruction de la chapelle royale entre 1796 et 1817.
- acquis en 1866 par Louis Revon, maire de Gray, à la disparition du précédent
- vendu en 1901 à la ville de Gray, pour y créer en 1903, le musée Baron-Martin (palais, musée d'art, meubles, objets, peintures, sculptures...), par l'initiative du sénateur-maire Maurice Signard, avec une collection de plus de 475 œuvres, dons entre autres d'Edmond Pigalle, petit fils du baron Alexandre Martin de Gray. La rue du Palais est rebaptisée de son nom « 6 rue Edmond Pigalle ». Le musée est réorganisé en 1954, puis complété par une section archéologie locale en 1973, avec l'ouverture des anciens caveaux  classés d'époque du château.